# Schweizer X-26 Frigate
Pour les articles homonymes, voir Schweizer.
Le Schweizer X-26 Frigate est un programme d'entraînement américain initié dans les années 1960 et encore en cours aujourd'hui, il s'agit du plus long de tous les programmes d'Avions-X. Le but était à l'origine d'utiliser des planeurs Schweizer SGS 2-32 afin d'entraîner les jeunes pilotes à réagir au phénomène de couplage inertiel ayant causé la perte de nombreux appareils. Le programme sert par la suite de couverture au développement de motoplaneurs militaires capables d'effectuer des reconnaissances à très basse altitude sans se faire repérer par les troupes ennemies.

## Origines du programme
Le programme X-26 tire ses origines du souhait de l'US Navy de se doter d'un appareil d'entraînement afin de familiariser ses pilotes au phénomène de couplage inertiel. Ce phénomène, survenant fréquemment sur les jets de combat de première génération, avait déjà causé la perte de nombreux appareils. Du fait de la difficulté à reprendre le contrôle d'un jet d'entraînement à la suite d'un couplage inertiel, le choix de la Navy se porte sur un appareil plus facilement pilotable et doté d'un faible taux de roulis : le planeur Schweizer SGS 2-32. Quatre exemplaires sont commandés, livrés à l'US Naval Test Pilot School et désignés X-26. Durant le programme, trois appareils sont détruits lors d'accidents et immédiatement remplacés par de nouveaux.

## Les versions de reconnaissance et d'observation

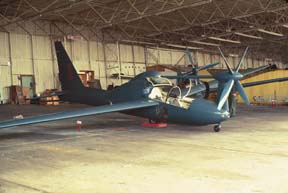
Le QT-2PC n°1 dans un hangar du Soc Trang Army Air Field en 1968.

En 1967 deux Schweizer SGS 2-32 de l'US Naval Test Pilot School (serial 67-15345 et 67-15346) sont modifiés par Lockheed, un moteur Continental O-200 entrainant une hélice quadripale à pas fixe au travers un réducteur V-Belt est installé et l'aérodynamique de l'appareil est améliorée. Cette version propulsée reçoit la désignation de QT-2 et les deux appareils reçoivent une immatriculation civile (N2471W et N2472W) le temps que soient commencés des essais constructeurs en juillet 1967.
Après les essais en vol ayant pour but de valider la faible signature acoustique de l'appareil, les deux planeurs sont militarisés par l'installation d'une nouvelle avionique et reçoivent un camouflage adapté aux opérations nocturnes. L'immatriculation civile est retirée et les appareils ne reçoivent comme seule marque distinctive qu'un numéro peint en rouge sur la dérive (1 pour le 67-15345 et 2 pour le 67-15346). Le motoplaneur, désormais désignés QT-2PC, effectue son premier vol en décembre 1967. Les deux appareils sont ensuite envoyés au Viêt Nam afin d'y être essayés en condition réelles. Ils participent avec succès à de nombreuses missions spéciales d'observation rapprochée, principalement au printemps 1968 lors de l'Offensive du Têt, démontrant ainsi leur grande furtivité acoustique. En 1969 les appareils retrouvent l'US Naval Test Pilot School où ils reçoivent la désignation X-26B afin de les différencier de la version non propulsée redésignée X-26A.
À la suite du succès opérationnel du QT-2, Lockheed continue le développement de motoplaneurs à faible signature acoustique dans le cadre d'un programme secret pour l'US Army. Le premier appareil ainsi construit est désigné Q-Star et reçoit un moteur à piston rotatif Wankel devenant ainsi le premier aéronef à utiliser cette technologie. Lockheed développe ensuite le motoplaneur d'observation YO-3A dont 11 exemplaires sont livrés à l'US Army.
L'un des X-26B est remis au standard civil et rejoint le Mile High Glider à Boulder dans le Colorado, l'autre est cédé à l'Army Aviation Museum de Fort Rucker dans l'Alabama.
Les autres X-26A sont encore utilisés par l'US Naval Test Pilot School pour l'entrainement des pilotes.

## Accidents
- 157932 : crashé en mars 1971, pilote décédé
- 157933 : crashé le 18 mai 1972, pilote décédé

## Spécifications
|                      | X-26A                   | X-26B, QT-2, QT-2PC                          |
| Rôle                 | appareil d'entrainement | Reconnaissance discrète                      |
|                      | Dimensions              |                                              |
| Envergure            | 17,37 m                 | 17,37 m                                      |
| Longueur             | 7,92 m                  | 9,33 m                                       |
| Hauteur              | 2,74 m                  | 2,74 m                                       |
| Surface alaire       | 16,7 m2                 | 16,7 m2                                      |
| Allongement          | 18                      | 18                                           |
|                      | Masses                  |                                              |
| Masse à Vide         | 389 kg                  | ?                                            |
| Masse en charge      | 650 kg                  | 1 125 kg                                     |
| Carburant            | /                       | 75 l                                         |
|                      | Motorisation            |                                              |
|                      | Aucune                  | Moteur à pistons Continental O-200 de 100 ch |
|                      | Performances            |                                              |
| Vitesse maximale     | 254 km/h                | ?                                            |
| Vitesse de croisière | /                       | ?                                            |
| Plafond              | ?                       | 4 000 m                                      |
| Endurance            | /                       | Théorique : 4 h, pratique : 7 h              |
| Charge alaire        | 39 kg/m²                | 68 kg/m²                                     |